# Kulini járás
A Kulini járás (oroszul: Кулинский район) Oroszország egyik járása Dagesztánban. Székhelye Vacsi.

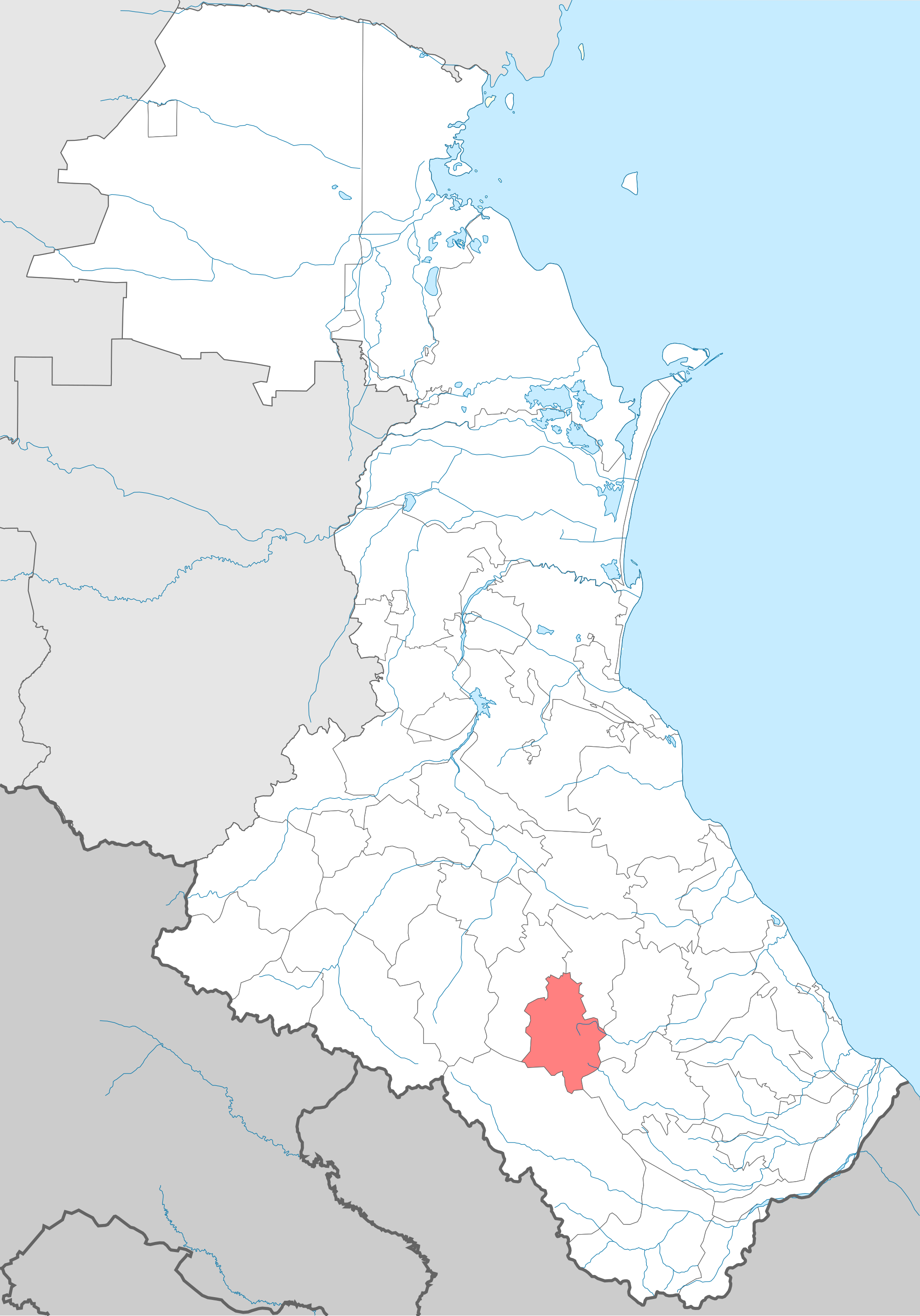
A Kulini járás Dagesztánban

## Népesség
- 1989-ben 11 057 lakosa volt, melyből 10 929 lak (98,8%), 99 dargin, 7 kumik, 6 avar, 6 lezg, 5 agul, 3 orosz, 1 azeri.
- 2002-ben 10 760 lakosa volt, melyből 10 669 lak (99,2%), 55 dargin, 14 avar, 14 orosz, 2 kumik, 2 lezg, 2 tabaszaran.
- 2010-ben 11 174 lakosa volt, melyből 10 886 lak (97,4%), 55 dargin, 30 avar, 16 orosz, 6 lezg, 5 kumik, 1 agul, 1 azeri, 1 orosz, 1 tabaszaran.